# (854) Frostia
Pour les articles homonymes, voir Frostia.
(854) Frostia est un astéroïde de la ceinture principale découvert le 3 avril 1916 par l'astronome russe Sergueï Beljawsky. Sa désignation provisoire était 1916 S29.
(854) Frostia a une lune astéroïdale désignée S/2004 (854) 1.